# Fernando da Gata
Fernando da Gata foi uma minissérie brasileira, a mais curta produzida pela Rede Globo, exibida em apenas 2 capítulos nos dias 14 e 15 de fevereiro de 1983.
Escrita pelo então diretor do Globo Repórter, Fernando Pacheco Jordão, contava a história verídica do marginal Fernando da Gata, que chegou a São Paulo com 21 anos, e enquanto trabalhava como pedreiro, utilizando nome falso, cometia uma série de assaltos nas casas das zonas nobres de São Paulo, sempre com grande agilidade, o que lhe valeu o apelido.
A direção era de Atílio Riccó, supervisionada por Walter Avancini, tinha José Dumont no papel principal.

## Elenco
- José Dumont - Fernando da Gata
- Márcia Maria
- Andréa Leão - Fátima
- Antônio Leite
- Carlos Koppa
- Ciça Manzano
- Elizabeth Gasper
- Elizabeth Hartmann
- Eudósia Acuña
- George Otto
- Ivana Bonifácio
- John Doo
- Junior Prata
- Luiz Serra
- Marcos Frota
- Marcos Rinaldi
- Maria Rita
- Matheus Carrieri
- Osley Delamo
- Paulo Leite
- Paulo Moreno
- Paulo Wends
- Renato Borghi
- Roberto Orozco
- Serafim González
- Sérgio Buck
- Tânia Gomide
- Wilma Guerreiro